# Szafarz sakramentu
Szafarz sakramentu – osoba udzielająca sakramentu.
W Kościele katolickim szafarzami sakramentów są: 
- Chrzest: sakramentu chrztu udziela biskup, prezbiter lub diakon, a gdy nie ma nikogo z powyższych w nagłym przypadku – każdy człowiek, także niechrześcijanin, byleby miał intencję czynienia tego, co czyni Kościół.
- Bierzmowanie: sakramentu bierzmowania udziela biskup, a w szczególnych przypadkach, np. przyjęcie do Kościoła (chrzest, pierwsza komunia św. i bierzmowanie) osoby dorosłej – kapłan delegowany przez biskupa.
- Eucharystia:  do sprawowania wymagane są święcenia w stopniu co najmniej prezbitera, w związku z tym jej szafarzem jest ksiądz lub biskup. Udzielanie Komunii Świętej jest również możliwe przez diakona a w sytuacjach nadzwyczajnych może to czynić akolita lub nadzwyczajny szafarz Komunii Świętej
- Pokuta: w sytuacji zwyczajnej sakramentu pokuty ważnie udziela ksiądz (prezbiter lub biskup) posiadający zwyczajną władzę kluczy (jurysdykcję). W stanie konieczności (zagrożenie życia), Kościół uzupełnia brakującą jurysdykcję i sakramentu ważnie udziela i ze wszystkich cenzur kanonicznych ważnie uwalnia każdy kapłan, choćby był suspendowany, ekskomunikowany, czy nawet (uprzednio przeniesiony do stanu laickiego) żonaty
- Namaszczenie chorych: sakramentu namaszczenia chorych udziela kapłan (prezbiter lub biskup)
- Małżeństwo: Ochrzczeni udzielają sobie sakramentu małżeństwa w obecności przedstawiciela Kościoła – prezbitera lub diakona, albo świeckiego delegowanego przez biskupa miejsca, który ich związek małżeński potwierdza i błogosławi (z wyjątkiem świeckiego) w obecności co najmniej dwóch świadków. Zawarcie małżeństwa przez katolika ze stroną nieochrzczoną wymaga każdorazowo pisemnego indultu biskupa miejsca oraz złożenia pisemnego zapewnienia przez stronę katolicką, iż dzieci z tego związku będą wychowywane w wierze katolickiej.
- Kapłaństwo: sakramentu kapłaństwa (zarówno święceń diakonatu, prezbiteratu, jak i episkopatu) może udzielić tylko biskup konsekrowany. Prezbitera na biskupa konsekruje godnie tylko ten biskup, który posiada ku temu dekret polecający, wydany przez papieża. Niektórzy teologowie uważają jednak, że ta kwestia nie jest oczywista i przywołują przypadki, kiedy prezbiter ordynował kapłanów[1].